# Gaoping (Liuyang)
Gaoping (en chino, 高坪; pinyin, Gāopíng (escuchar)ⓘ) es un poblado en el municipio de Liuyang, Hunan, China. Según el censo de 2015, tiene un población de 38,600 habitantes y un área de 257.4 km². Los poblados que limitan con Gaoping son Yonghe y Gugang al norte, Zhonghe al este, y Chengtanjiang al sur. Al oeste esta está bordeada de los subdistritos Hehua y Guankou.

## Historia
Gaoping fue incorporada como una villa en abril de 1950.
En octubre de 2005, fue elevada a la categoría de poblado.

## División administrativa
Gaoping se divide 11 aldeas y 1 ciudad-comunidad: 
1 ciudad-comunidad
- Gaoping (高坪社区)

11 aldeas
- Yangtan (杨潭村)
- Chuancang (船仓村)
- Shiwan (石湾村)
- Xiangyang (向阳村)
- Zhimin (志民村)
- Yandian (沿甸村)
- Taiping (太坪村)
- Zhushuqiao (株树桥村)
- Ma'Un (马鞍村)
- Shuangjiang (双江村)
- Sanheshui (三合水村)

## Geografía
Los ríos Daxi (大溪河) y Xiaoxi (小溪河) pasan por el poblado. Gaoping se encuentra a la confluencia de los dos ríos.
El embalse Zhushuqiao (株树桥水库) es la masa de agua más grande y el embalse más grande en Gaoping.
La montaña Tianyanzhai (天岩寨) está en la ciudad. La altura de su pico es 566.6 m.

## Economía
La economía local se basa principalmente en agricultura e industria local, por ejemplo vegetales, frutas y fuegos artificiales.

## Lugares de Interés
El sitio escénico Gufengdong (古风洞风景区).